# A Very Backstreet Christmas
A Very Backstreet Christmas es el décimo álbum de estudio y primer álbum navideño de los Backstreet Boys. Originalmente programado para su lanzamiento en 2021, se retrasó debido a la Pandemia de COVID-19 y finalmente su lanzamiento fue posteriormente el 14 de octubre de 2022.

## Antecedentes
En abril de 2019, los Backstreet Boys anunciaron que estaban considerando su primer álbum de canciones de Navidad. Durante una aparición en Watch What Happens Live! en febrero de 2020, los Backstreet Boys dijeron que estaban negociando con su sello discográfico sobre el álbum.
Con su DNA World Tour aplazada debido a la pandemia de COVID-19, los Backstreet Boys empezaron a trabajar en su primer álbum navideño en marzo de 2021, y comenzaron a grabar el 5 de mayo de 2021. El 12 de julio, anunciaron oficialmente su regreso a Las Vegas para una residencia navideña prevista para noviembre y diciembre de 2021. El 11 de agosto, Kevin Richardson anunció que habían terminado de grabar las voces para un "proyecto de alto secreto", que se cree que es el álbum de Navidad. El 14 de agosto, Nick Carter, miembro de la banda, reveló que habían terminado de grabar el álbum y que habían realizado una sesión de fotos para la portada del disco. Sin embargo, debido a la pandemia de COVID-19, el álbum no pudo cumplir el plazo de producción, obligándoles a reprogramar el lanzamiento del álbum para finales de 2022. La banda también canceló su residencia navideña de 2021 en Las Vegas. Los Backstreet Boys se inspiraron en muchos artistas mientras trabajaban en el álbum, como Michael Bublé y Mariah Carey, con una de las canciones originales, "Happy Days", inspirada en "Can't Stop The Feeling" del exmiembro de *NSYNC Justin Timberlake. "
Una edición especial del álbum con dos temas exclusivos, "Feliz Navidad" y "It's Christmas Time Again", fue lanzado exclusivamente en Target. En el invierno de 2022, el grupo ha planeado numerosos eventos para promover el álbum, tales como apariciones en el iHeartRadio Jingle Ball y también en Holiday Spectacular de J.C. Penney el 1 de diciembre, donde se lanzará el video musical del segundo sencillo del álbum.

## Sencillos
La canción de presentación del álbum, "Last Christmas", se publicó el 6 de septiembre y está previsto que vaya acompañada del lanzamiento de un vídeo oficial el 1 de noviembre. Alcanzó el número uno en la lista Billboard Adult Contemporary. El compositor Gary Baker anunció en una entrevista que una de las canciones que escribió para el álbum "Christmas in New York" sería el próximo segundo sencillo con un flamante estreno de videoclip en claymation.

## Canciones
Debido al éxito del álbum navideño, los sencillos "Last Christmas", alcanzó el número 1 en las listas Billboard AC, y "Christmas in New York", llegó al número 19, mientras que los originales escritos por la banda han llegado a las listas, con Together en el número 50.

## Lista de canciones
| A Very Backstreet Christmas |                                          | |                                                    |          |  |
| N.º                         | Título                                   | Escritor(es) | Productor (es)                                     | Duración |  |
| 1.                          | «White Christmas»                        | Irving Berlin | Josh Connelly, Travis Sayles, TBHits               | 2:46     |  |
| 2.                          | «The Christmas Song»                     | Robert Wells, Mel Tormé | Josh Connelly, Travis Sayles, TBHits               | 3:42     |  |
| 3.                          | «Winter Wonderland»                      | Felix Bernard | Tommy Parker, Travis Sayles, TBHits                | 1:41     |  |
| 4.                          | «Have Yourself a Merry Little Christmas» | Josh Connelly, TBHits, Travis Sayles                                                                                              |                                                    | 3:31     |  |
| 5.                          | «Last Christmas»                         | George Michael | Josh Connelly, Tommy Parker, Travis Sayles, TBHits | 3:46     |  |
| 6.                          | «O Holy Night»                           | Placide Cappeau, Adolphe Adam, John Sullivan Dwight                                                                               | TBHits, Travis Sayles                              | 3:28     |  |
| 7.                          | «This Christmas»                         | Donny E. Hathaway, Nadine McKinnor                                                                                                | Travis Sayles, TBHits, Josh Connelly               | 3:17     |  |
| 8.                          | «Same Old Lang Syne»                     | Dan Fogelberg | TBHits, Travis Sayles, Shintaro Yasuda             | 4:26     |  |
| 9.                          | «Silent Night»                           | Franz Xaver Gruber, Joseph Mohr                                                                                                   | Travis Sayles, TBHits                              | 2:43     |  |
| 10.                         | «I'll Be Home for Christmas»             | Buck Ram, Kim Gannon, Walter Kent                                                                                                 | TBHits, Travis Sayles, Josh Connelly               | 3:05     |  |
| 11.                         | «Christmas in New York»                  | Gary Baker, Greg Barnhill, Walt Aldridge                                                                                          | Gary Baker                                         | 4:33     |  |
| 12.                         | «Together»                               | AJ McLean, Brian Littrell, Howie Dorough, Kevin Richardson, Nick Carter, Darius Coleman, Tommy Brown, Tommy Parker, Travis Sayles | Travis Sayles, TBHits                              | 3:23     |  |
| 13.                         | «Happy Days»                             | McLean, Littrell, Dorough, Richardson, Carter, Brown, Sayles, Taylor Hill                                                         | TBHits, Travis Sayles                              | 3:20     |  |
| 43:37                       |                                          | |                                                    |          |  |

| Bonus Track |                             |                                                    |                                            |          |  |
| N.º         | Título                      | Escritor(es)                                       | Productor (es)                             | Duración |  |
| 14.         | «Feliz Navidad»             | José Feliciano                                     | Tommy Brown, Joshua Conerly, Travis Sayles | 2:52     |  |
| 15.         | «It's Christmas Time Again» | Carter, Dorough, Mika Guillory, Morgan Taylor Reid | Morgan Taylor Reid                         | 3:23     |  |
| 49: 53      |                             |                                                    |                                            |          |  |

## Posicionamiento
| Listas (2022)                       | Posición |
| ----------------------------------- | -------- |
| Bélgica (Ultratop flamenca)         | 14       |
| Bélgica (Ultratop valona)           | 58       |
| Países Bajos (Album Top 100)        | 6        |
| Alemania (Offizielle Top 100)       | 9        |
| Italia (FIMI)                       | 88       |
| Japón (Oricon)                      | 34       |
| Escocia (Scottish Albums Chart)     | 49       |
| Reino Unido (UK Album Downloads)    | 36       |
| Reino Unido (UK Independent Albums) | 9        |

## Historial de lanzamiento
| País           | Fecha                  | Formato(s) | Discografía        | Ref.   |
| -------------- | ---------------------- | ---------- | ------------------ | ------ |
| Japón          | 9 de noviembre de 2022 | CD         | Warner Music Japan | [ 30 ] |
| Estados Unidos | 14 de octubre de 2022  | CD         | K-BAHN             |        |
| Estados Unidos | 2 de diciembre de 2022 | LP         | K-BAHN             |        |